# Woodham Ferrers
Pour les articles homonymes, voir Woodham et Ferrers.
Woodham Ferrers est un village et une ancienne paroisse civile de l'Essex, en Angleterre.